# Julio Palmaz
Julio Palmaz (* 13. Dezember 1945 in La Plata, Argentinien) ist ein argentinisch-US-amerikanischer Mediziner, der als Erfinder des expandierbaren Stents gilt.
Palmaz studierte Medizin an der Nationalen Universität von La Plata mit dem Abschluss 1971. Danach war er bis 1974 zu einer Ausbildung in Radiologie an der University of California, Davis (Martinez Veterans Administration Medical Center). Ab 1974 arbeitete er am San Martinez Universitätshospital in La Plata in vaskulärer Radiologie. Ab 1983 war er Leiter der Angiographie (und spezieller Prozeduren) am University of Texas Health and Science Center in San Antonio, was er bis 1999 blieb. Er ist dort Professor und Leiter der kardiovaskulären und Bioprothese-Forschung.
Nachdem er 1978 in New Orleans einen Vortrag von Andreas Roland Grüntzig über dessen Ballon-Katheter gehört hatte, entwickelte er einen mit der Ballonkatheter-Methode expandierbaren Stent, der einen Wiederverschluss der Arterien nach Ballonkatheter-Behandlung verhindern sollte. Dabei arbeitete er mit dem Kardiologen Richard Schatz vom Brooke Army Medical Center zusammen und wurde von dem lokalen Restaurantkettenbesitzer Phil Romano finanziert. 1988 erhielt er ein Patent und entwickelte den Stent in Zusammenarbeit mit der Firma Johnson & Johnson weiter, die 100 Millionen Dollar in die Entwicklung investierte und dem Trio Palmaz, Schatz und Romano 10 Millionen Dollar Anfangslizenzen zahlte. 1991 erfolgte die FDA-Zulassung für periphere Arterien und 1994 für Koronararterien. 1998 kaufte Johnson & Johnson das Patent den Erfindern ab.
Palmaz gründete später mit Romano und Schatz eine eigene Firma, die Stent-Technologien weiterentwickelt (Advanced Bio Prosthetic Surfaces). Er hält 17 Patente. Palmaz hat ein eigenes Weingut im Napa Valley in Kalifornien und besitzt dort eine Sammlung von Porsche-Sportwagen. Er wurde 2006 in die National Inventors Hall of Fame aufgenommen. Für 2019 wurde ihm der Fritz J. and Dolores H. Russ Prize zugesprochen.